# Onur Balkan
Onur Balkan   (İzmit, 10 de març de 1996) és un ciclista turc, professional des del 2018. Actualment corre a l'equip Salcano Sakarya BB Team. En el seu palmarès destaquen sis campionats nacionals en ruta. El 2016 va representar el seu país als Jocs Olímpics de Rio de Janeiro.

## Palmarès
- 2015
  - Vencedor d'una etapa del Tour de Çanakkale
  - Vencedor d'una etapa del Tour de Mersin
  - Vencedor d'una etapa del Tour del Mar Negre
  - Vencedor de 2 etapes del Tour d'Ankara
  - Vencedor d'una etapa del Tour of Aegean
- 2016
  -  Campió de Turquia en ruta
  - Vencedor d'una etapa de la Volta al Marroc
- 2017
  -  Campió de Turquia en ruta
- 2018
  -  Campió de Turquia en ruta
  - 1r al Tour of Mediterrennean i vencedor de 2 etapes
  - 1r al Tour de Mevlana
  - Vencedor d'una etapa del Tour de Mesopotàmia
  - Vencedor d'una etapa de la Volta al Llac Qinghai
  - Vencedor d'una etapa del Tour de Capadòcia
  - Vencedor d'una etapa de la Volta a Romania
- 2019
  - 1r al Gran Premi Justiniano Hotels
  - 1r al Tour del Mar Negre i vencedor de 2 etapes
  - 1r al Tour de Ribas
  - 1r a la Bursa Orhangazi Race
  - 1r al Gran Premi Velo Erciyes
  - 1r al Tour de Kayseri i vencedor d'una etapa
  - 1r a la Fatih Sultan Mehmet Edirne Race
  - Vencedor d'una etapa del Tour de Mesopotàmia
  - Vencedor d'una etapa del Tour d'Anatòlia Central
- 2020
  -  Campió de Turquia en ruta
- 2021
  -  Campió de Turquia en ruta
  - 1r al Gran Premi Mediterrennean
- 2022
  - 1r al Gran Premi Gazipasa
  - Vencedor d'una etapa al Sharjah International Cycling Tour